# Discografia di Monika Brodka
Questa pagina contiene la discografia della cantante pop e soul polacca Monika Brodka, vincitrice dell'edizione del 2003 del talent show Pop Idol.

## Album
| Anno | Dettagli                                                           | Posizione massima | Vendite                 |
| Anno | Dettagli                                                           | PL                | Vendite                 |
| ---- | ------------------------------------------------------------------ | ----------------- | ----------------------- |
| 2004 | Album - Pubblicato: Autunno 2004 - Etichetta: Sony BMG             | 6                 | - Polonia: 45 000 copie |
| 2006 | Moje piosenki - Pubblicato: 20 novembre 2006 - Etichetta: Sony BMG | 7                 | - Polonia: 25 000 copie |
| 2010 | Granda - Pubblicato: 20 settembre 2010 - Etichetta: Sony BMG       | 2                 | - Polonia: 60 000 copie |
| 2016 | Clashes                                                            |                   |                         |
| 2021 | Brut                                                               |                   |                         |

## Singoli
| Anno | Singolo                             | Posizione massima | Album         |
| Anno | Singolo                             | PL                | Album         |
| ---- | ----------------------------------- | ----------------- | ------------- |
| 2004 | "Ten"                               | 1                 | Album         |
| 2004 | "Dziewczyna mojego chłopaka"        | 15                | Album         |
| 2005 | "Miałeś być..."                     | 1                 | Album         |
| 2006 | "Znam Cię na pamięć"                | 1                 | Moje piosenki |
| 2007 | "Miał być ślub"                     | 6                 | Moje piosenki |
| 2007 | "Za mało wiem"                      | —                 | Moje piosenki |
| 2008 | "Niagara Falls" (coi Silver Rocket) | 21                | solo singolo  |
| 2010 | "W pięciu smakach"                  | 7                 | Granda        |
| 2010 | "Granda"                            | 12                | Granda        |
| 2011 | "Krzyżówka dnia"                    | 7                 | Granda        |
| 2011 | "Kropki kreski"                     | —                 | Granda        |
| 2012 | "Varsovie"                          | 1                 | LAX           |
| 2012 | "Dancing shoes"                     | 19                | LAX           |
| 2021 | Żar (con i Pro8l3m)                 | —                 | Fight Club    |